# ДжоЕнн Елізабет Менсон
ДжоЕнн Елізабет Менсон (народилася в 1953 році) — американський лікар і професор, відома своїми новаторськими дослідженнями, громадським лідерством і пропагандою в галузі епідеміології та жіночого здоров'я.
Дослідження Менсона сприяли розумінню причин хронічних захворювань, включаючи серцево-судинні захворювання, діабет і рак грудей. Вона є одним із найбільш цитованих дослідників у світі за версією Google Scholar, з h-індексом понад 300. Вона є професором жіночого здоров'я Майкла та Лі Белла в Гарвардській медичній школі, професором епідеміології в Гарвардській школі громадського здоров'я та керівником відділу профілактичної медицини в Бригамській жіночій лікарні.